# Great Doddington
Great Doddington är en ort och civil parish i Storbritannien.   Den ligger i grevskapet Northamptonshire och riksdelen England, i den södra delen av landet, 90 km norr om huvudstaden London. Great Doddington ligger 90 meter över havet och antalet invånare är 1 061.
Terrängen runt Great Doddington är platt, och sluttar österut. Runt Great Doddington är det tätbefolkat, med 383 invånare per kvadratkilometer. Närmaste större samhälle är Northampton, 12,2 km väster om Great Doddington. Trakten runt Great Doddington består till största delen av jordbruksmark.